# Nakamikado
Nakamikado (jap. 中御門天皇, Nakamikado-tennō; * 14. Januar 1702; † 10. Mai 1737) war der 114. Tennō von Japan. Sein Eigenname war Yasuhito (慶仁), als Kind wurde er Masu genannt.

## Leben
Er war der Sohn des Higashiyama-tennō und von Kushige Yoshiko (櫛笥 賀子). Die Zustimmung des Shogunats zu seiner Erhebung zum Kronprinzen erreichte der ehemalige Regent Konoe Motohiro 1706 von seinem Schwiegersohn Tokugawa Ienobu.
Nakamikado regierte von 1709 bis 1735. Die eigentliche Macht in Japan lag jedoch bei den Tokugawa-Shōgunen in Edo.
Er war mit Konoe Hisako (近衛 尚子) verheiratet, sie hatten 6 Söhne und 8 Töchter. Sein Grab befindet sich in Tsukinowa no misasagi (月輪陵).